# 2011年北九州市長選挙
2011年北九州市長選挙（にせんじゅういちねんきたきゅうしゅうしちょうせんきょ）は、2011年（平成23年）1月23日に告示され、同年2月6日に執行された福岡県北九州市の第13回市長選挙である。

## 概要
この選挙は任期満了に伴う選挙で、「名古屋トリプル選挙」（定番の愛知県知事選挙に加え、名古屋市長選挙と市議会解散の是非を問う住民投票）とともに第17回統一地方選挙の前哨戦としても注目を集めた。
投票率は37パーセントで、末吉興一が5選を果たした2回前の選挙をも下回り、歴代最低を記録した。期日前投票率も前回を下回った。

### 自民党“不戦敗”
この回の選挙では、自由民主党が北九州市開闢以来初めて支援候補の擁立をしなかった。支援してきた前2代の市長がともに5期20年の長期政権となったことに対する市民の批判なども影響したものとみられている。
結果的に、この自民系を除いた前回立候補者2人による再度の争いとなった。

## 立候補者
下表の通り、2007年も出馬した2名が立候補した。立候補届出順。
| 候補者名 | 生年月日      | 年齢 | 性別 | 所属党派 | 支持・推薦 | 新現元別 | 備考                                      |
| -------- | ------------- | ---- | ---- | -------- | ---------- | -------- | ----------------------------------------- |
| 三輪俊和 | 1943年5月1日  | 67   | 男   | 無所属   | 日本共産党 | 新       | 北九州市立大学名誉教授 健和看護学院学院長 |
| 北橋健治 | 1953年3月19日 | 57   | 男   | 無所属   | ‐          | 現       | 元衆議院議員（6期）                       |

## 結果
各候補の得票率
開票結果は下記の通り。
※当日有権者数：798,568人 最終投票率：37.00%（前回比：-19.57pts）
| 候補者名 | 年齢 | 所属党派 | 新旧別 | 得票数    | 得票率 | 推薦・支持 |
| -------- | ---- | -------- | ------ | --------- | ------ | ---------- |
| 北橋健治 | 57   | 無所属   | 現     | 214,227票 | 73.6%  |            |
| 三輪俊和 | 67   | 無所属   | 新     | 76,980票  | 26.4%  | 共産 推薦  |

## 選挙の論点
北九州市は政令指定都市の中で高齢化率が最も高く、市民の4人に1人が高齢者という全国的にも高齢化の進む地域である。加えて不況の影響で生活保護受給者も増加している。こうした事情から、「景気と雇用」「市民福祉」が大きな争点となった。
北橋は前市長の末吉から継承した、環境を軸とした産業を育成し地域の雇用を創出して市民所得を増やし、それを税収増加に繋げて市民福祉の財源に充てる方針を「緑の成長戦略」というキーワードで示した。一方三輪は前回に続き、まず市民福祉を優先する市政実現を掲げ、北九州市国民健康保険料を引き下げることを訴えた。その際、北橋が「構想」として示したJリーグ・ギラヴァンツ北九州の新本拠地となる小倉駅北口の新スタジアム建設について、100億円と見込まれる建設費を槍玉に挙げ「そんな金があったら市民福祉に回せ」と建設中止を訴えた。
しかし、自由民主党が候補を擁立しなかったことで生じた現職市長と日本共産党候補の一騎討ち構造もあって選挙戦は終始盛り上がりに欠けた。

## その他
北九州市出身である梅田彩佳（当時AKB48所属）がPRキャラクターに抜擢され、広告やイベントなどを通じて投票を呼び掛けた。